# Diputación del General del Principado de Cataluña

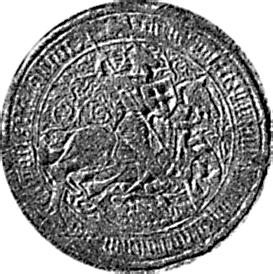
Sello de la Diputación del General del Principado de Cataluña de finales del que representa a su patrón portando el escudo de la Cruz de San Jorge que eran las armas de la Generalidad de Cataluña. En torno la leyenda: S(igillum) : CORTIUM : ET : PARLAMENTORUM : GENERALIUM : PRINCIPATUS : CATHALONIE ('Sello de las Cortes y el Parlamento del General del Principado de Cataluña').

La Diputación del General del Principado de Cataluña fue el organismo dependiente de las Cortes Generales encargado de recaudar los donativos aprobados por las Cortes, administrar los impuestos del General y, en la época más tardía, actuar como comisión permanente de las Cortes cuando estas no se hallaban reunidas. En esta institución se inspira el nombre de la actual institución gubernamental, la Generalidad de Cataluña.

## Historia
La Diputación del General del Principado de Cataluña debe su origen a las Cortes Catalanas, las cuales, a partir del reinado de Jaime I el Conquistador de la Casa de Barcelona, fueron convocadas por el rey, reuniendo a representantes de los estamentos sociales de la época: eclesiástico, nobleza militar y el real o "de vilas" (prohombres representantes de las vilas bajo dominio del monarca). Bajo el reinado de Pedro el Grande, las Cortes Catalanas tomaron forma institucional. El rey se obligaba a celebrar Corte General anualmente. Las Cortes ejercían funciones de consejo y también legislativas por medio de los denominados "tres brazos": el eclesiástico, el militar y el popular o cámara real.
En las Cortes celebradas en 1289 en Monzón se designó una Diputación del General para los reinos de Aragón y Valencia y para el principado de Cataluña. Era una comisión temporal para recaudar el "servicio" o tributo que se concedía al rey que, al final del período de recaudación, se disolvía. Este impuesto era conocido popularmente como generalidad, nombre que se exportó de Francia donde se crearon las généralités o distritos fiscales. Con el paso del tiempo, el nombre oficioso de Generalidad terminó suplantando el nombre oficial de Diputación del General.
Debido a los altos gastos provocados por la guerra de los Dos Pedros con Castilla y al sistema político de la Corona de Aragón que impedía al rey imponer una nueva legislación fiscal por su voluntad real, este convocó las cortes de cada estado de la Corona para negociar un nuevo impuesto. En las Cortes catalanas de 1358-1359 celebradas en Barcelona, Villafranca del Panadés y Cervera, se designaron a doce diputados, cuatro por cada brazo (eclesiástico en representación del clero, el militar en representación de la nobleza y el real o popular en representación de la burguesía) cuya función era ejecutar las decisiones de la Corte, defender las constituciones y leyes y recaudar subsidios e impuestos. A partir de las Cortes de Monzón iniciadas en 1362 consolidaron la nueva institución y determinaron que el diputado presidente residiese en Barcelona.
En el interregno producido por la muerte de Martín el Humano, la Generalidad asumió responsabilidades políticas. El sistema de elección de los diputados fue objeto de constante discusión. En las Cortes del 1455, y para evitar el nepotismo oligárquico, se introdujo el sistema de insaculación: los diputados salientes elegían a doce candidatos entre los que se elegía uno al azar.
Tras la guerra de sucesión española el rey Felipe V, acusando a los estados de la Corona de Aragón (reinos de Aragón, Valencia, Mallorca y el principado de Cataluña) de «rebelión», manifestó la voluntad de «reducir todos los reinos a las leyes de Castilla» aboliendo todas las instituciones y leyes de los anteriores con los Decretos de Nueva Planta. Así pues, la Diputación del General en Cataluña fue abolida el 16 de septiembre de 1714, lo mismo que les sucedió a Aragón en 1708 y a Valencia en 1709.
En 1931, en la Segunda República Española, se estableció la Generalidad de Cataluña como institución del autogobierno autonómico de Cataluña, restaurando de forma simbólica el nombre de la institución medieval.

## Composición
La composición de la Diputación del General fue la siguiente:
a) El diputado eclesiástico. Era el diputado del brazo eclesiástico. El representante o diputado del brazo eclesiástico por su preeminencia protocolaria, y solo bajo este concepto, presidía las reuniones del conjunto de diputados y oyentes, siempre que no figurase algún miembro de la familia real, a quien en este caso le correspondería la preeminencia. Hay que mencionar, que el consistorio era colegiado y el término de presidencia, como se entiende hoy en día, es un concepto contemporáneo. Siguiendo este criterio, entre los miembros del brazo eclesiástico, se ha considerado como presidente al diputado con un cargo eclesiástico superior. Así es que el primer diputado presidente, designado por las Cortes Catalanas de 1358-1359, fue Berenguer de Cruïlles que era el diputado del brazo eclesiástico de más alto rango. 
b) El Consistorio. Formado por un diputado por cada brazo (eclesiástico, militar y real), y un oidor de cuentas por cada brazo cuya función era revisar las cuentas presentadas por los diputados. 
c) Diputados locales: los delegados de los diputados de la Diputación del General en ciudades y villas del Principado.
d) Oficiales como asesores jurídicos, escribano mayor, síndico, abogado mayor, racional, procurador del General, junto con escribientes, guardias, porteros, veedores, contadores, etc.

## Listado de diputados eclesiásticos de la Diputación del General hasta el siglo XVIII
Van numerados, R indica que repitió en el cargo. La lista está ordenada por el año de inicio (entre paréntesis). 
Siglo XIV - Siglo XV - Siglo XVI - Siglo XVII - Siglo XVIII

### Siglo XIV
- 1. Berenguer de Cruïlles (1359)
- 2. Romeu Sescomes (1363)
- 3. Ramon Gener (1365)
- 4. Bernat Vallès (1366)
- R. Romeu Sescomes (1375)
- 5. Joan I d'Empúries (1376)
- 6. Guillem de Guimerà i d'Abella (1376)
- 7. Galceran de Besora i de Cartellà (1379)
- 8. Felip d'Anglesola (1380)
- 9. Pere de Santamans (1381)
- 10. Arnau Descolomer (1384)
- 11. Miquel de Santjoan (1389)
- 12. Alfonso de Tous (1396)

### SigloXV
- 13. Marc de Vilalba (1413)
- 14. Andreu Bertran (1416)
- 15. Joan Desgarrigues (1419)
- 16. Dalmau Cartellà (1422)
- 17. Felip de Malla (1425)
- 18. Domènec Ram (1428)
- R. Marc de Vilalba (1431)
- 19. Pere de Palou (1434)
- 20. Pere de Darnius (1437)
- 21. Antoni d'Avinyó (1440)
- 22. Jaime de Cardona (1443)
- 23. Pero Ximénez d'Urrea (1446)
- 24. Bertran Samasó (1449)
- 25. Bernat Guillem Samasó (1452)
- 26. Nicolau Pujades (1455)
- 27. Antoni Pere Ferrer (1458)
- 28. Manuel de Montsuar i Mateu (1461)
- 29. Francesc Colom i Bertran (1464)
- 30. Ponç Andreu de Vilar (1467)
- 31. Miquel Samsó (1470)
- 32. Joan Maurici de Ribes (1473)
- 33. Miquel Delgado (1476)
- 34. Berenguer de Sos (1479)
- 35. Pere de Cardona (1482)
- 36. Ponç Andreu de Vilar (1485)
- 37. Juan Payo Cuello (1488)
- 38. Joan de Peralta (1491)
- 39. Francí Vicenç (1494)
- 40. Pedro Mendoza (1497)
- 41. Alfons d'Aragó (1500)

### SigloXVI
- 42. Ferrer Nicolau de Gualbes (1503)
- 43. Gonzalo Fernández de Heredia (1504)
- 44. Lluís Desplà i d'Oms (1506)
- 45. Jordi Sanç (1509)
- 46. Joan d'Aragó (1512)
- 47. Jaume Fiella (1514)
- 48. Esteve de Garret (1515)
- 49. Bernat de Corbera (1518)
- 50. Joan Margarit i de Requesens (1521)
- 51. Lluís de Cardona i Enríquez (1524)
- 52. Francesc de Solsona (1527)
- 53. Francesc Oliver i de Boteller (1530)
- 54. Dionís de Carcassona (1533)
- 55. Joan Pasqual (1536)
- 56. Jeroni de Requesens i Roís de Liori (1539)
- 57. Miquel Puig (1542)
- 58. Jaume Caçador (1545)
- 59. Miquel d'Oms i de Sentmenat (1548)
- 60. Onofre de Copons i de Vilafranca (1551)
- 61. Miquel de Ferrer i de Marimon (1552)
- 62. Joan de Tormo (1552)
- 63. Miquel de Tormo (1553)
- 64. Francesc Jeroni Benet i Franc (1554)
- 65. Pere Àngel Ferrer i Despuig (1557)
- 66. Ferran de Lloaces i Peres (1560)
- 67. Onofre Gomis (1563)
- 68. Francesc Giginta (1566)
- 69. Benet de Tocco (1569)
- 70. Jaume Cerveró (1572)
- 71. Pere Oliver de Boteller i de Riquer (1575)
- R. Benet de Tocco (1578)
- 72. Rafael d'Oms i Llull (1581)
- 73. Jaume Beuló (1584)
- 74. Francesc Oliver de Boteller (1587)
- 75. Jaume Caçador i Claret (1590)
- 76. Miquel d'Agullana i de Miquel (1593)
- 77. Francesc d'Oliver de Boteller (1596)
- 78. Francesc Oliveres (1598)
- 79. Jaume Cordelles i Oms (1599)

### SigloXVII
- 80. Bernat de Cardona i Queralt (1602)
- 81. Pere Pau Caçador i d'Aguilar-Dusai (1605)
- 82. Onofre d'Alentorn i de Botella (1608)
- 83. Francesc de Santjust i de Castre (1611)
- 84. Ramon d'Olmera i Alemany (1614)
- 85. Miquel d'Aimeric (1616)
- 86. Lluís de Tena (1617)
- 87. Benet de Fontanella (1620)
- 88. Pere de Magarola i Fontanet (1623)
- 89. Francesc Morillo (1626)
- 90. Pere Antoni Serra (1629)
- 91. Esteve Salacruz (1632)
- 92. García Gil Manrique Maldonado (1632)
- 93. Miquel d'Alentorn i de Salbà (1635)
- 94. Pau Claris i Casademunt (1638)
- 95. Josep Soler (1641)
- 96. Bernat de Cardona i de Raset (1641)
- 97. Gispert d'Amat i Desbosc de Sant Vicenç (1644)
- 98. Andreu Pont (1647)
- 99. Paolo de Rosso (1650)
- 100. Francesc Pijoan (1654)
- 101. Joan Jeroni Besora (1656)
- 102. Pau d'Àger i d'Orcau (1659)
- 103. Jaume de Copons i de Tamarit (1662)
- 104. Josep de Magarola i de Grau (1665)
- 105. Joan Pagès i Vallgornera (1668)
- 106. Josep de Camporrells i de Sabater (1671)
- 107. Esteve Mercadal i Dou (1674)
- 108. Alfonso de Sotomayor (1677)
- 109. Josep Sastre i Prats (1680)
- 110. Baltasar de Muntaner i de Sacosta (1683)
- 111. Antoni de Saiol (1686)
- 112. Benet Ignasi de Salazar (1689)
- 113. Antoni de Planella i de Cruïlles (1692)
- 114. Rafael de Pinyana i Galvany (1695)
- 115. Climent de Solanell i de Foix (1698)

### SigloXVIII
- 116. Josep Antoni Valls i Pandutxo (1701)
- R. Antoni de Planella i de Cruïlles (1701)
- 117. Francesc de Valls i Freixa (1704)
- 118. Josep Grau (1704)
- 119. Manuel de Copons i d'Esquerrer (1707)
- 120. Francesc Antoni de Solanell i de Montellà (1710)
- 121. Josep de Vilamala (1713)

1716: Promulgación del Decreto de Nueva Planta. Supresión de la Diputación General del Principado de Cataluña.